# Chatham House
Chatham House (nazwa oficjalna: Royal Institute of International Affairs, Królewski Instytut Spraw Międzynarodowych) – najważniejszy brytyjski i jeden z ważniejszych na świecie think tanków zajmujących się badaniem stosunków międzynarodowych.
Instytut powstał w 1920, zaś jego siedzibą od początku jest gmach Chatham House przy St James's Square w okolicy Pałacu Buckingham w Londynie. Przez lata nazwa budynku stawała się synonimem nazwy organizacji, do tego stopnia, iż w 2004 roku postanowiono, że tradycyjna nazwa pozostanie w użytku jedynie dla celów formalnych, natomiast wszystkie publikacje, prace Instytutu i wypowiedzi medialne jego ekspertów sygnowane będą nazwą Chatham House.
Chatham House wydaje dwa czasopisma: International Affairs oraz The World Today. To pierwsze jest jednym z najważniejszych ukazujących się w Wielkiej Brytanii periodyków naukowych w dziedzinie stosunków międzynarodowych. Mniej obszerne publikacje, przede wszystkim różnego rodzaju raporty, dostępne są bezpłatnie w Internecie.